# Giovanni Donadio (Architekt)
Giovanni Donadio (* um 1450 in Mormanno; † im 16. Jahrhundert in Neapel) war ein italienischer Orgelbauer, Architekt und Maler.

## Leben und Werke
Giovanni Donadio war möglicherweise ein Schüler Giuliano da Maianos; sein Werk weist florentinische Einflüsse auf.
Nach seinem Geburtsort wurde er meist „Mormanno“ oder auch „Morimanno“ oder „Mormando“ genannt. Diesen Namen übernahm später sein Schüler und Schwiegersohn Giovan Francesco di Palma Mormanno von ihm. Mormanno war etwa ab 1483 in Neapel aktiv; er gilt als einer der Hauptmeister der Renaissancearchitektur der Stadt.
Er baute und schmückte Orgeln für die Kirchen von Trani, Serino und Castelnuovo. Die Orgel für S. Spirito in Sulmona stammte aus dem Jahr 1497, im darauffolgenden Jahr schuf er eine Orgel für die Kirche S. Croce in Lecce. Eine weitere Orgel baute er 1503 für S. Maddalena in Neapel. Es folgte 1504 eine Orgel für S. Marco in Sant’Angelo dei Lombardi und 1505 wieder eine Orgel für eine neapolitanische Kirche, S. Eligio. Aus dem Jahr 1517 stammte seine Orgel für S. Francesco in Montella bei Avellino, zwei Jahre später baute er noch eine Orgel für SS. Annunziata in Aversa.
Im Dizionario biografico wird sein Einfluss auf nachfolgende Orgelbauer durch Pier Paolo Donati gewürdigt: “Alla luce delle più recenti acquisizioni sulla storia organaria italiana il D. si conferma dunque personalità di spicco a cui fecero riferimento numerosi artisti di area napoletana, quali Giovan Francesco Di Palma […], Nicola de Rosa, Andrea Scoppa, Luca Boye e Pompeo de Franco […]”
Als Architekt betätigte er sich hauptsächlich in Neapel; 1513 rühmte man, als er das neapolitanische Bürgerrecht erhielt, seine “singulares virtutes et excellentiam.”
In den Jahren 1512/13 entstand ein Palazzo, damals der Palazzo De Capua conti di Altavilla. 1519 wurde die Kirche S. Maria della Stella in der Via delle Paparelle errichtet. Von einem 1507 errichteten Palazzo war um 1931 noch der Hof gegenüber dem Kloster von S. Gregorio erhalten, ebenso der Sockel und der erste Stock eines Palazzos, den er für die Sangro duchi di Vietri erbaut hatte. Zahlreiche weitere Bauwerke waren bereits zerstört oder umgebaut, als das Lexikon verfasst wurde. Darunter waren der Palazzo Acquaviva duchi di Atri aus der Zeit von 1509 bis 1514, sowie die Palazzi Raymo (1511), Carafa (1513), Diaz Carlon conti di Alite aus den Jahren 1515/16, der 1513 errichtete Dom von Catanzaro und ein Flügel der Kirche S. Domenico Maggiore in Neapel aus dem Jahr 1516.
Mormanno hatte eine Tochter namens Diana, die sich im Jahr 1526 mit Giovan Francesco di Palma Mormanno verheiratete. Zu diesem Zeitpunkt war Mormanno noch am Leben; er dürfte aber wenig später gestorben sein. Ob Mormanno mit dem Architekten Andrea Mormanno verwandt war, der mindestens bis 1572 aktiv war, ist unklar.

## Ehrungen
Auf der Piazza Umberto I in Mormanno wurde ein Stein verlegt, auf dem die Lebensdaten des Architekten angegeben sind. Dort wird als Geburtsjahr 1455 und als Todesjahr 1525 genannt.
Im Jahr 1995 fand ein zweitägiges Symposium über Mormanno in dessen Geburtsstadt statt.